# (21637) Ninahuffman
(21637) Ninahuffman (1999 NH36) – planetoida z pasa głównego asteroid okrążająca Słońce w ciągu 3,63 lat w średniej odległości 2,36 j.a. Odkryta 14 lipca 1999 roku.